# قائمة نهائيات كأس العالم
بطولة كأس العالم لكرة القدم هي أهم مسابقة كرة قدم دولية يقيمها الاتحاد الدولي لكرة القدم (الفيفا). أُقيمت البطولة أوَّلٍ مرة عام 1930م وتقام بطولة كأس العالم لكرة القدم حتى الآن كل أربع سنواتٍ باستثناء بطولتي عام 1942 و1946م اللتين ألغيتا بسبب الحرب العالمية الثانية. ويُعد المنتخب الأرجنتيني هو البطل الحالي للبطولة بعد فوزه في المباراة النهائية أمام المنتخب الفرنسي في نهائي كاس العالم 2022 تُقام المباراة النهائية من مباراة على شوطين، وفي حالة التعادل يلجأ الفريقان إلى وقت إضافي ثم الركلات الترجيحية. باستثناء بطولة 1950 فلم تلعب مباراة نهائية فيها، لأن البطولة وقتها كانت بنظام المجموعات مكونة من 4 منتخبات واستطاع منتخب الأوروغواي الفوز بالبطولة بعد جمع أكبر عدد من النقاط.
أُقيمت البطولة 22 مرة، شارك في النّهائيَّات 78 دولة، وعدد الفرق التي فازت بالبطولة حتى الآن 8 فرق، ويُعد المنتخب البرازيلي الأكثر تتويجاً بالكأس بفوزه بها 5 مرات في أعوام: 1958، 1962، 1970، 1994 و2002. يليه المنتخب الإيطالي الذي أحرزها 4 مرات في أعوام: 1934، 1938، 1982 و2006، بالمشاركة مع المنتخب الألماني الذي حققها 4 مرات أيضاً في أعوام: 1954، 1974 و1990 و2014، ثم الأرجنتين برصيد ثلاث بطولات، ثم الأوروغواي وفرنسا برصيد بطولتين. بينما أحرزتْ مُنتخبات إنجلترا وإسبانيا البطولة مرة واحدة.
ويُعتبر المنتخب الإيطالي أول منتخب يحرز البطولة مرتين متتاليتين عامي 1934 و1938. بينما استطاعت منتخبات الأوروغواي وإنجلترا وإسبانيا الفوز بالبطولة دون خسارة نهائي، ويعد المنتخب الألماني من أكثر المنتخبات وصولاً إلى المباراة النهائية دون إحراز البطولة برصيد 4 مرات.

## المنتخبات الفائزة
تهيمن قارتا أوروبا وأمريكا الجنوبية على منافسات كأس العالم لكرة القدم، فلم يخرج اللَّقب من تلك القارَّتين منذ إنشاء البطولة، بل لم يتمكن أي فريق من خارج تلك القارتين بالتأهل للمباراة النهائية. ثمان منتخبات استطاعت الفوز بلقب كأس العالم، 3 منهم في قارة أمريكا الجنوبية وهم البرازيل والأرجنتين والأوروغواي و5 من القارة الأوروبية وهم إيطاليا وألمانيا وإنجلترا وفرنسا وإسبانيا. فخلال 21 نسخة من نسخ كأس العالم حققت المنتخبات الأوروبية 12 لقباً، في المقابل حققت منتخبات أمريكا الجنوبية 9 ألقاب فقط. تكرر الحال في استضافة منافسات فمنذ نشأتها إلى عام 1970، لم تقم البطولة خارج القارتين. لكن في عام 1970 أقيمت البطولة لأول مرة في قارة أمريكا الشمالية وتحديداً في المكسيك، تلتها أيضاً أعوام 1986 في المكسيك، و1994 في الولايات المتحدة الأمريكية. وبعد إقرار الفيفا لمبدأ المداورة في تنظيم كأس العالم، استضافات دول آسيا وهي كوريا الجنوبية واليابان منافسات كأس العالم لكرة القدم 2002، واستضافت جنوب إفريقيا منافسات كأس العالم لكرة القدم 2010، وتبقى بذلك قارة أستراليا الوحيدة التي لم تستضف فعاليات المنافسة.
| بطل كأس العالم الوصيف الثالث الرابع ربع النهائي/الأدوار النهائية | ثمن النهائي/الدور الثاني دور المجموعات لم تتأهل المستضيف |

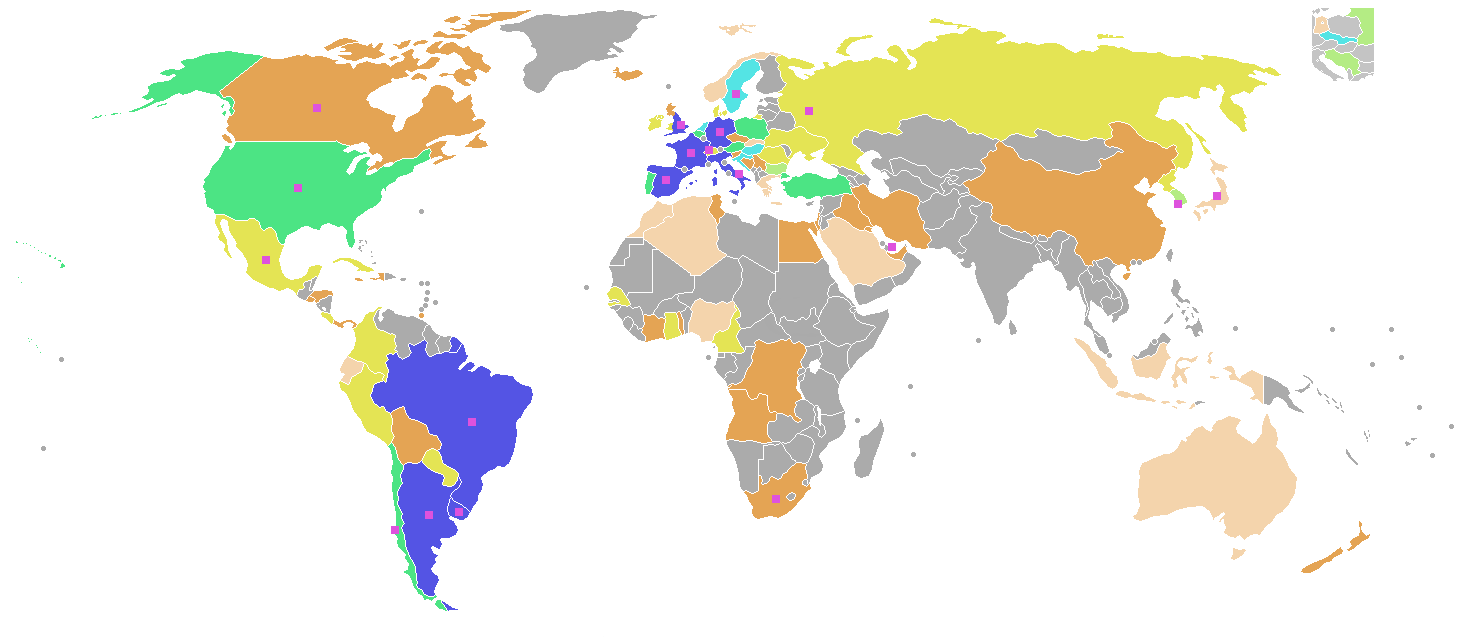
ملخص إنجازات المنتخبات في كأس العالم :
بطل كأس العالم
الوصيف
الثالث
الرابع
ربع النهائي/الأدوار النهائية
ثمن النهائي/الدور الثاني
دور المجموعات
لم تتأهل
المستضيف
الخريطة الجانبية تبين دول انحلت مثل: الاتحاد السوفياتي ويوغوسلافيا وتشيكوسلوفاكيا وألمانيا الشرقية.

شهدت النُّسخ العشرين السابقة من بطولات كأس العالم فوز ثمانية منتخبات مختلفة باللقب. كما سجّل للمنتخب البرازيلي حضوره في كل البطولات، فهو لم يغب أبداً عن أي بطولة كأس عالم حتى الآن وهو الأكثر تتويجًا بالكأس فقد فاز بها خمس مرات أعوام: 1958، و1962، و1970، و1994، و2002. يليه المُنتخب الإيطالي الَّذي أحرزها أربع مرات في أعوام: 1934، و1938، و1982، و2006، والمنتخب الألماني الذي أحرزها أربع مراتٍ في أعوام: 1954، و1974، و1990، و2014، والمنتخب الأرجنتيني أحرزها ثلاث مراتٍ في أعوام: 1978، و1986، و2022، فاز كلّ من المنتخب الأوروغوائي والمنتخب الفرنسي باللَّقب مرتين، بينما فازت مُنتخبات إنجلترا وإسبانيا بلقب البطولة مرة واحدة.
استطاع منتخبان فقط إحراز لقب البطولة مرتين متتاليتين: كان المنتخب الإيطالي أوَّل مُنتخب يُحرز البطولة مرَّتين مُتتاليتين في نُسختي عام 1934 و1938، ثُمَّ البرازيل بطل أعوام: 1958، 1962. أربعة منتخبات فقط استطاعت أن تحقق لقب كأس العالم خارج قارتها وهم منتخب البرازيل (في أوروبا في عام 1958، وأمريكا الشمالية في عام 1970 وفي عام 1994، وآسيا في عام 2002)، والمنتخب الأرجنتيني (في أمريكا الشمالية في عام 1986، وفي آسيا في عام 2022)، ومنتخب إسبانيا (في إفريقيا في عام 2010)، ومنتخب ألمانيا (في أمريكا الجنوبية في عام 2014). ونظمت خمس دول كأس العالم مرتين: إيطاليا وفرنسا والمكسيك وألمانيا والبرازيل. جميعهم فازوا بلقب كأس العالم مرة واحدة على الأقل، فيما عدا المكسيك. في الجهة المقابلة، استطاعت 6 دول الفوز بلقب كأس العالم على أرضها وهي الأوروغواي في عام 1930، وإيطاليا في عام 1934، إنجلترا في عام 1966 وألمانيا عام 1974 والأرجنتين عام 1978 وفرنسا عام 1998.
لجأ طرفا النهائي للضربات الترجيح في ثلاث نهائيات فقط من أصل إحدى عشر نهائي خلال 21 نسخة من نسخ كأس العالم، كان أولها في عام 1994 وفيه استطاع المنتخب البرازيلي التغلب على المنتخب الإيطالي، وكانت المرة الثانية في 2006 عندما فاز منتخب إيطاليا على منتخب فرنسا بنتيجة 5–3، وكانت المرة الثالثة في 2022 عندما فاز منتخب الأرجنتين على منتخب فرنسا بنتيجة 4–2. أكثر المنتخبات تأهلاً لنهائي كأس العالم لكرة القدم هو منتخب ألمانيا بواقع 8 مرات، يليه منتخب البرازيل بواقع 7 مرات، ويُعتبر المنتخب الألماني الأكثر تأهلاً لنصف نهائي كأس العالم لكرة القدم بواقع 13 مرَّة.
تمتلك البرازيل رقمين فريدين، فهي أكثر المنتخبات لعبًا للمباريات في تاريخ كأس العالم (114 مباراة)، وأكثر المنتخبات تسجيلاً للأهداف (237 هدفًا). وأكبر عدد من الأهداف سجّلت في بطولة واحدة من نصيب المنتخب الألماني في بطولة كأس العالم لكرة القدم 1954، عندما سجلوا 25 هدفاً. أما من ناحية تلقى الأهداف، نجحت كل من فرنسا في 1998 وإيطاليا في 2006 وإسبانيا في كأس العالم لكرة القدم 2010 في الفوز باللقب والدفاع عن مرماها حين استقبلتا هدفين فقط خلال منافسات البطولة، وهو رقم قياسي بتاريخ كأس العالم لكرة القدم.

أكبر فوز في نهائيات كأس العالم هو فوز منتحب المجر بنتيجة 10-1 على منتخب السلفادور لكرة القدم في بطولة كأس العالم لكرة القدم 1982، في المباراة الأولى من منافسات المجموعة الثالثة. وشهد اللقاء تسجيل أسرع هاتريك في تاريخ كأس العالم لكرة القدم وفيه سُجلت الأهداف الثلاثة خلال 8 دقائق فقط (في الدقيقة 70، 73 و78)، وهو أول هاتريك يسجل من قبل لاعب بديل. أيضاً، يعتبر فوز منتخب يوغوسلافيا على منتخب زائير بنتيجة 9-0 في بطولة 1974، وفوز منتحب المجر على منتخب كوريا الجنوبية في بطولة 1954، أكبر حالات فوز في تاريخ كأس العالم لكرة القدم.

## جدول الحاصلين على كأس العالم
| سنة  | البطل           | النتيحة النهائية | الوصيف          | الملعب                   | المكان                                 | الحضور  | مصادر         |
| ---- | --------------- | ---------------- | --------------- | ------------------------ | -------------------------------------- | ------- | ------------- |
| 1930 | الأوروغواي      | 4–2              | الأرجنتين       | ملعب سنتيناريو           | مونتيفيديو، الأوروغواي                 | 80,000  | [ 18 ] [ 19 ] |
| 1934 | إيطاليا         | 2–1              | تشيكوسلوفاكيا   | ملعب الحزب الوطني الفاشي | روما، إيطاليا                          | 50,000  | [ 20 ] [ 21 ] |
| 1938 | إيطاليا         | 4–2              | المجر           | ملعب أولمبيك دي كولومب   | باريس، فرنسا                           | 45,000  | [ 22 ] [ 23 ] |
| 1950 | الأوروغواي      | 2–1              | البرازيل        | ملعب ماراكانا            | ريو دي جانيرو، البرازيل                | 174,000 | [ 24 ] [ 25 ] |
| 1954 | ألمانيا الغربية | 3–2              | المجر           | ملعب وانكدورف            | برن، سويسرا                            | 60,000  | [ 26 ] [ 27 ] |
| 1958 | البرازيل        | 5–2              | السويد          | ملعب روسوندا             | سولنا، السويد                          | 51,800  | [ 28 ] [ 29 ] |
| 1962 | البرازيل        | 3–1              | تشيكوسلوفاكيا   | الملعب الوطني            | سانتياغو، تشيلي                        | 69,000  | [ 30 ] [ 31 ] |
| 1966 | إنجلترا         | 4–2              | ألمانيا الغربية | ملعب ويمبلي              | لندن، إنجلترا، المملكة المتحدة         | 93,000  | [ 32 ] [ 33 ] |
| 1970 | البرازيل        | 4–1              | إيطاليا         | ملعب أزتيكا              | مكسيكو سيتي، المكسيك                   | 107,412 | [ 34 ] [ 35 ] |
| 1974 | ألمانيا الغربية | 2–1              | هولندا          | الملعب الأولمبي          | ميونخ، ألمانيا الغربية                 | 75,200  | [ 36 ] [ 37 ] |
| 1978 | الأرجنتين       | 3–1              | هولندا          | ملعب مونومنتال           | بوينس آيرس، الأرجنتين                  | 71,483  | [ 38 ] [ 39 ] |
| 1982 | إيطاليا         | 3–1              | ألمانيا الغربية | ملعب سانتياغو برنابيو    | مدريد، إسبانيا                         | 90,000  | [ 40 ] [ 41 ] |
| 1986 | الأرجنتين       | 3–2              | ألمانيا الغربية | ملعب أزتيكا              | مكسيكو سيتي، المكسيك                   | 114,600 | [ 42 ] [ 43 ] |
| 1990 | ألمانيا الغربية | 1–0              | الأرجنتين       | استاد الأولمبيكو         | روما، إيطاليا                          | 73,603  | [ 44 ] [ 45 ] |
| 1994 | البرازيل        | 0–0              | إيطاليا         | ملعب روز بول             | باسادينا، كاليفورنيا، الولايات المتحدة | 94,194  | [ 46 ] [ 47 ] |
| 1998 | فرنسا           | 3–0              | البرازيل        | ملعب فرنسا               | سان دوني، فرنسا                        | 80,000  | [ 48 ] [ 49 ] |
| 2002 | البرازيل        | 2–0              | ألمانيا         | ملعب يوكوهاما الدولي     | يوكوهاما، اليابان                      | 69,029  | [ 50 ] [ 51 ] |
| 2006 | إيطاليا         | 1–1              | فرنسا           | الملعب الأولمبي          | برلين، ألمانيا                         | 69,000  | [ 52 ] [ 53 ] |
| 2010 | إسبانيا         | 1–0              | هولندا          | سوكر سيتي                | جوهانسبرغ، جنوب أفريقيا                | 84,490  | [ 54 ] [ 55 ] |
| 2014 | ألمانيا         | 1–0              | الأرجنتين       | ملعب ماراكانا            | ريو دي جانيرو، البرازيل                | 74,738  | [ 56 ]        |
| 2018 | فرنسا           | 4–2              | كرواتيا         | ملعب لوجنيكي             | موسكو، روسيا                           | 78,011  | [ 57 ]        |
| 2022 | الأرجنتين       | 3–3              | فرنسا           | استاد لوسيل              | الدوحة، قطر                            | 88,966  | [ 58 ]        |

ملاحظات
1. ↑  انتهى الوقت الأصلي بالتعادل 1-1 [20][21]
2. ↑  لم تلعب مباراة نهائية بل حُدِّد البطل عن طريق مباراة حاسمة من جولة الأخيرة في المجموعة النهائية.
3. ↑  انتهى الوقت الأصلي بالتعادل 2-2.[32][33]
4. ↑  انتهى الوقت الأصلي بالتعادل 1-1.[38][39]
5. ↑  انتهى الوقت الأصلي والإضافي بالتعادل 1-1 فازت البرازيل 3–2 بركلات الترجيح [46][47]
6. ↑  انتهى الوقت الأصلي والإضافي بالتعادل 1-1 فازت إيطاليا 5–3 بركلات الترجيح[52][53]
7. ↑  انتهى الوقت الأصلي و0-0.[54][55]
8. ↑  انتهى الوقت الأصلي و0-0.
9. ↑  انتهى الوقت الأصلي والإضافي بالتعادل 3-3؛ ففازت الأرجنتين 4–2 بركلات الترجيح.

## نتائج المنتخبات الحاصلة على كأس العالم
| المنتخبات الوطنية | عدد المشاركات | البطل | الوصيف | سنوات التتويج                | سنوات الوصافة          |
| ----------------- | ------------- | ----- | ------ | ---------------------------- | ---------------------- |
| البرازيل          | 7             | 5     | 2      | 1958، 1962، 1970، 1994، 2002 | 1950، 1998             |
| ألمانيا           | 8             | 4     | 4      | 1954، 1974، 1990، 2014       | 1966، 1982، 1986، 2002 |
| إيطاليا           | 6             | 4     | 2      | 1934، 1938، 1982، 2006       | 1970، 1994             |
| الأرجنتين         | 6             | 3     | 3      | 1978، 1986، 2022             | 1930، 1990، 2014       |
| فرنسا             | 4             | 2     | 2      | 1998، 2018                   | 2006، 2022             |
| المكسيك           | 2             | 2     | 0      | 1930، 1950                   | –                      |
| إنجلترا           | 1             | 1     | 0      | 1966                         | –                      |
| إسبانيا           | 1             | 1     | 0      | 2010                         | –                      |
| هولندا            | 3             | 0     | 3      | –                            | 1974، 1978، 2010       |
| تشيكوسلوفاكيا     | 2             | 0     | 2      | –                            | 1934، 1962             |
| المجر             | 2             | 0     | 2      | –                            | 1938، 1954             |
| السويد            | 1             | 0     | 1      | –                            | 1958                   |
| كرواتيا           | 1             | 0     | 1      | –                            | 2018                   |

## ترتيب الاتحادات القارية

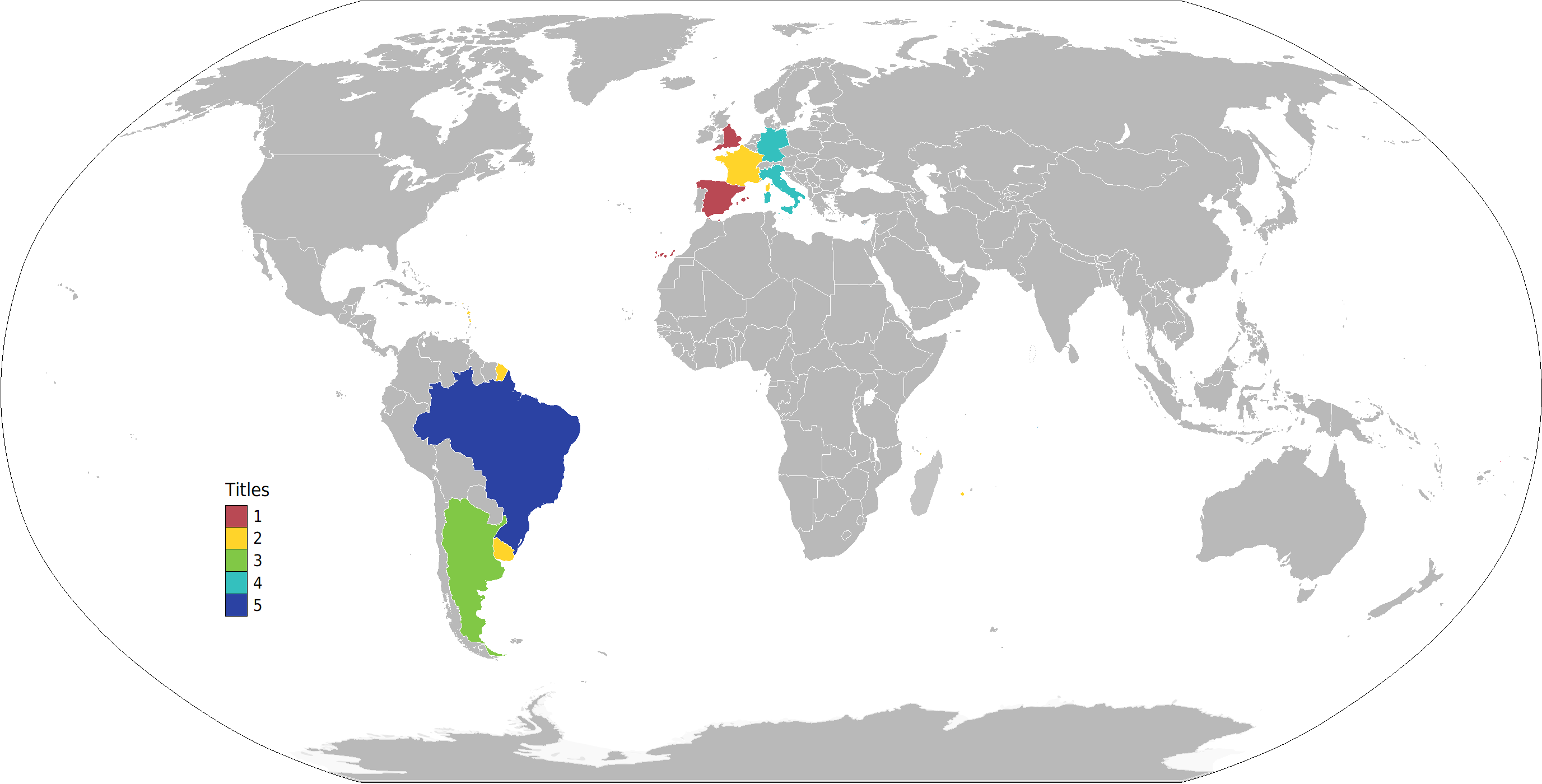
خريطة توضح فوز البلدان في بطولة كأس العالم

| الاتحاد                          | الظهور | البطل | الوصيف |
| -------------------------------- | ------ | ----- | ------ |
| الاتحاد الأوروبي لكرة القدم      | 29     | 12    | 17     |
| اتحاد أمريكا الجنوبية لكرة القدم | 15     | 10    | 5      |

## وصلات خارجية
- الموقع الرسمي لبطولة كأس العالم لكرة القدم
- موقع الفيفا الرسمي